# Yeh Embang Kauh
Yeh Embang Kauh is een bestuurslaag in het regentschap Jembrana van de provincie Bali, Indonesië. Yeh Embang Kauh telt 4568 inwoners (volkstelling 2010).